# 海州香薷
海州香薷（学名：Elsholtzia splendens），又称海洲香薷、銅草花、銅銹草、牙刷草，为唇形科香薷属下的一个种。

## 形态
多年生草本植物，全株被有短柔毛。直立茎高20-40厘米，披有短的柔毛。叶柄长1-10毫米，叶片长1-6厘米，圆状披针或披针形，下面具凹陷腺点。秋季开花，假穗状花序，顶生，偏向一侧。苞片近圆或宽卵圆形，有尾状芒尖。花萼筒状，长2-2.5毫米，齿5，近相等，三角形，顶端刺芒状。花冠玫瑰紫色，长6-7毫米，上唇直立，顶端微凹，下唇3裂，中裂片最大，圆形。矩圆形小坚果。

## 分布
分布于中国中北部、广东、朝鲜等地，主要生长在海拔200-300米的山坡地区。

## 用途
海洲香薷对土壤中的铜有很强的耐受能力，并能在根、茎、叶、花中富集铜元素。故可以用来寻找铜矿，或者清理铜污染。
中医学认为海洲香薷的带花全草有夏令解表的作用，有的时候也被当作香薷使用。

## 扩展阅读
- 維基物種上的相關：海州香薷